# Nguyễn Quốc Hùng
Nguyễn Quốc Hùng (sinh năm 1941 tại Hà Nội) là một gương mặt quen thuộc dạy tiếng Anh của chương trình "Dạy tiếng Anh trên truyền hình" của Ban Khoa giáo Đài Truyền hình Việt Nam.

## Tiểu sử
Khi mới 5 tuổi ông theo học trường Puy-gi-nhi–e (trường Việt Đức ngày nay), một trường học của Pháp. Do ông hay nói Tiếng Việt trong khi nhà trường có quy định phải nói tiếng Pháp khi giao tiếp nên ông thường xuyên bị phạt. Không muốn con mình trở thành một đứa con Tây nên cha mẹ ông chuyển ông sang một ngôi trường khác của Việt Nam.
Tiểu học: Trường Lý Thường Kiệt, Phố Sinh Từ, nay là Nguyễn Khuyến. Các môn chủ yếu bằng tiếng Việt. Có giờ tiếng Pháp.
Trung học đệ nhất cấp: Lớp Đệ Thất và Đệ Lục học Trường 
dòng Dũng Lạc (Cạnh Nhà thờ Lớn), Tiếng Việt và tiếng Pháp. Lên lớp Đệ 
Ngũ và Đệ Tứ chuyển sang học trường Chu Văn An (các môn học bằng 
tiếng Việt, có giờ tiếng Anh và Pháp)
Cấp III (Sau giải phóng Hà Nội): Lớp 8, 9,10 theo hệ phổ thông 10 
năm, Trường Chu Văn An (các môn học bằng tiếng Việt, ngoại ngữ là tiếng
Trung)
Năm 1962-1966: ông học Đại học Sư phạm Cầu Giấy (Hồi đó chỉ có một trường này và Hiệu trưởng là ông Phạm Huy Thông).
Năm 1972-1976: ông học Đại học Tổng hợp Hà Nội, Khoa Ngữ Văn, Ban ngữ.
Năm 1980-1981: ông học khóa M.Litt tại CIEFL (Central Institute of English and Foreign Languages), Thành phố Hyderabad, Ấn Độ. Chuyên ngành Âm vị học. Luận văn tốt nghiệp: The Phonology of Vietnamese English (Phát âm tiếng Anh của người Việt) đã in thành sách của Nhà xuất bản Thanh Niên năm 1990.
Năm 1990-1991: ông học khóa Master of Arts tại Brighton University, Vương quốc Anh. Chuyên ngành thiết kế chương trình dạy ngoại ngữ bằng media (MALT: Media-Assisted Language Teaching). Luận văn tốt nghiệp là Dạy tiếng Anh cho người Việt bằng video (Video-Assisted Language Teaching & Learning), đã in thành sách, Nhà xuất bản Tổng Hợp TP Hồ Chí Minh năm 2004.
Năm 1992 ông trở về nước tiếp tục tổ chức các khóa học trên VTV2: People You Meet, Muzzy in Gondoland, Muzzy Comes Back, và đặc biệt là chương trình Sing to Learn.
Năm 1995: ông trở lại Vương Quốc Anh, học tại Nottingham University, Vương Quốc Anh, khóa học về phương pháp học tập. Bài tốt nghiệp là Phương pháp học tiếng Anh (Study Skills), đã in thành sách của Nhà xuất bản Tổng hợp TP Hồ Chí Minh. Trở về nước ông lại tiếp tục các chương trình truyền hình cho đến năm 2011. Năm 1994 ông bắt đầu hợp tác với Đài tiếng nói Việt Nam, xây dựng các chương trình dạy tiếng Anh cho các đối tượng khác nhau.
Năm 1999 ông làm nghiên cứu tại Singapore dưới sự bảo trợ của RELC Reasearch Scholarship. Công trình nghiên cứu mang tên Mô hình dạy phát âm tiếng Anh cho người Việt (A Mode to Teach English Pronunciation to Vietnamese Learners), đã in thành sách, Nhà xuất bản Thành phố Hồ Chí Minh, 2000.
Ông nguyên là Phó Hiệu trưởng Trường Đại học Ngoại ngữ Hà Nội . Cho đến nay ông đã biên soạn gần 100 bộ sách phục vụ giảng dạy và học tập tiếng Anh và xây dựng hơn 600 bài phát sóng trên truyền hình., trên 500 bài phát sóng Đài tiếng Nói Việt Nam.
Năm 2001 ông về hưu.

## Đánh giá
Nguyễn Quốc Hùng M.A là một trong những chuyên gia về giảng dạy Tiếng Anh hàng đầu ở Việt Nam với 34 năm công tác và giảng dạy tại Trường Đại học Ngoại ngữ Hà Nội, 25 năm xây dựng các chương trình Tiếng Anh trên truyền hình VTV2 (từ năm 1986 đến 2011) và 20 năm trên sóng Đài Tiếng nói Việt Nam(từ năm 1994 đến nay).

Chương trình giảng dạy của ông trên Đài Tiếng Nói Việt Nam thời gian phát sóng hàng tuần từ 13h00 và 23h00 từ thứ 2,3,4,5,7. Và trên VTV2 - Hỗ trợ ôn thi môn Tiếng Anh - Trắc nhiệm. Phát sóng thứ 2 và thứ 5 hàng tuần vào lúc 22h 45 phút và được phát lại vào thứ 3 và thứ 6 lúc 10h30 phút.
Thầy Nguyễn Quốc Hùng là giảng viên đầu tiên của Việt Nam được nhà nước Việt Nam cử sang Anh để đào tạo bài bản về dạy tiếng Anh qua các phương tiện thông tin đại chúng. Ông nói: Học tiếng Anh cũng như học bơi, nếu không có phương pháp thì không thể bơi xa, bơi đúng được. Ông khuyên mọi người không nhất thiết phải học tiếng Anh nhiều giờ trong một ngày, nhưng hàng ngày phải dành ít nhất 10-15 phút cho việc học tiếng Anh. Nghe, nói, đọc, viết hay học từ mới tùy bạn nhưng phải thành một thói quen học hàng ngày. Khi đã thành thói quen rồi thì tiếng Anh như là một phần của bạn, bạn có thể sử dụng nó bất cứ khi nào bạn muốn.

## Sách biên soạn
- Mùa Thu xa xứ (Hồi ức), Nhà xuất bản Văn học (2002). Tái bản có bổ sung, Nhà xuất bản Phụ Nữ (2012)
- Những mùa lá bàng rơi (tiểu thuyết), Nhà xuất bản Phụ Nữ (2014)
- Nơi dòng Thames êm đềm chảy (truyện dài). Nhà xuất bản Phụ Nữ (2014)
- Nói tiếng Anh tự nhiên
- English on television for Vietnammese – Nhà xuất bản Đồng Nai
- Hướng dẫn kỹ thuật Phiên dịch Anh-Việt Việt-Anh, Nhà xuất bản TP HCM, 2007
- Hướng dẫn kỹ thuật Biên dịch Anh-Việt Việt-Anh, Nhà xuất bản TP HCM, 2007
- Tư tưởng giáo học pháp, Nhà xuất bản Tổng hợp HCM, 2011
- Luyện phát âm Tiếng Anh Mỹ, Nhà xuất bản Tổng hợp HCM, 2008
- Kỹ thuật dạy tiếng Anh cho học sinh Trung học, Nhà xuất bản Giáo dục 2014
- Kỹ thuật dạy tiếng Anh cho học sinh tiểu học, Nhà xuất bản Giáo dục, 2012
- Sing to Learn (Hát để học), Nhà xuất bản Tổng hợp TP HCM
- Mô hình dạy phát âm tiếng Anh cho người Việt, Nhà xuất bản TP HCM, năm 2000
- Kỹ thuật học Nghe hiểu tiếng Anh
- English In Focus Level B - Chương trình tiếng Anh Cho người lớn - Nhà xuất bản Thành phố Hồ Chí Minh
- 1036 Câu Trắc Nghiệm Tiếng Anh- Nhà xuất bản Văn Hoá Sài Gòn
- Từ điển tiếng Anh Thương mại, Nhà xuất bản Thế giới, 2001